# Ранэльва

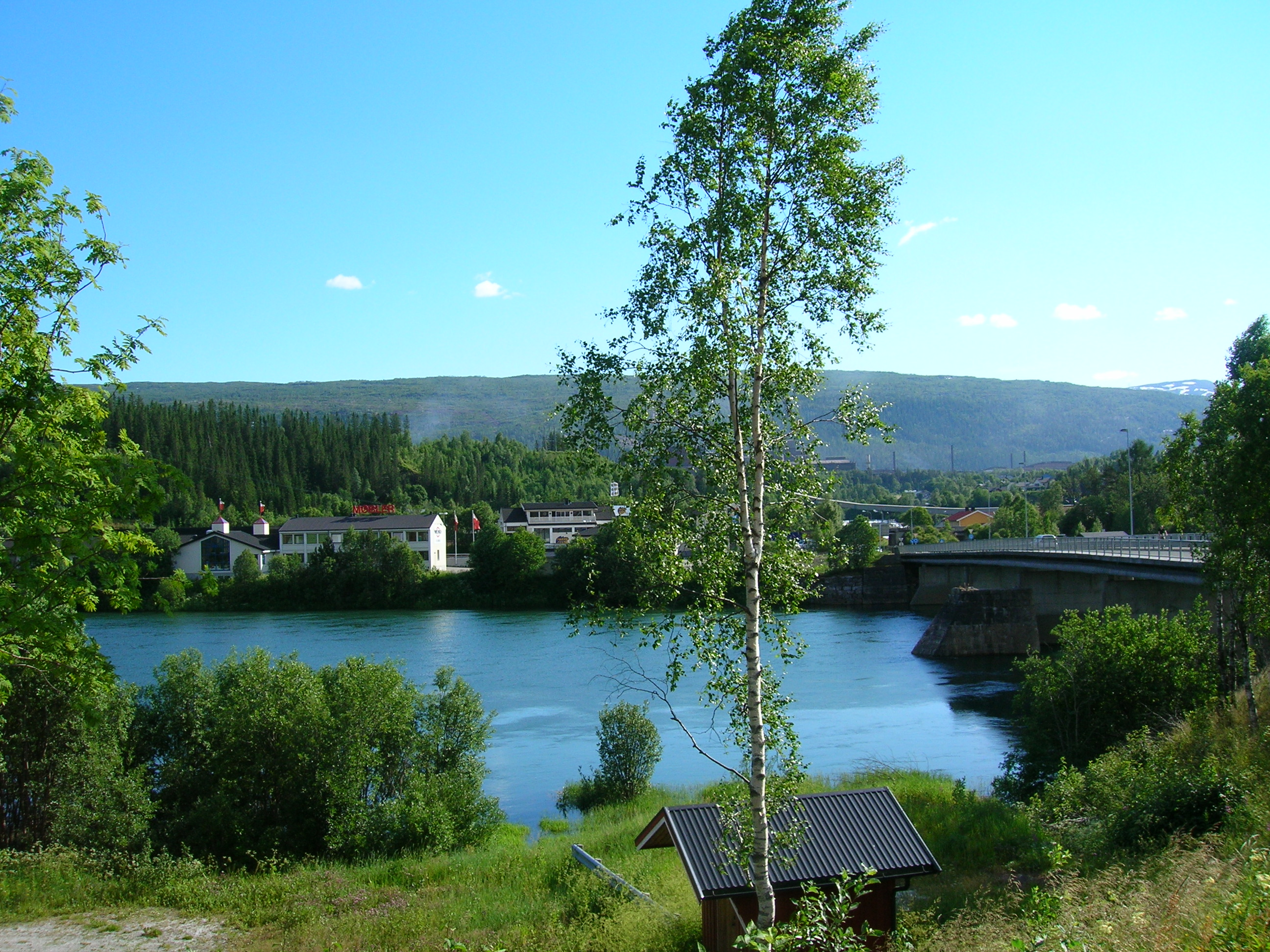
Река Ранэльва и мост в Селфорсе

Ранэльва (норв. Ranelva) — одна из крупнейших рек в фюльке Нурланн, Норвегия. Длина реки 130 км. Река стекает с горного хребта Салтфьеллет, находящегося на границе Норвегии и Швеции и течёт на северо-запад под названием Ранналсэльв (норв. Randalselv, саамский: Goabdesjåhkå). Река Ранэльва берёт начало в месте слияния рек Randalselva и Gubbeltåga и течёт преимущественно в западном-юго-западном направлении.
По пути течения на юго-запад в Ранэльву впадает река Вирвассэльва (норв. Virvasselva). Часть реки Ранэльвы от места её начала до слияния с рекой Вирвассэльва в саамском языке называется Ruovadajåhkå.
Далее по течению в Ранэльву впадают реки Бьёллога, Теспа и Стормдалсога с севера и Мессингога с юга. Река продолжает течь в юго-западном направлении через долину Дундерланнсдал, где в неё с востока впадают реки Грёнфьеллога и Плура.
К юго-западу от маленькой долины Рёссволл река Ранэльва объединяется с рекой Лангвассога, и далее по течению, в Селфорсе, в неё впадает река Ревелэльва (норв. Revelelva) (название нижней части реки Тверрога (норв. Tverråga)). Устьем реки является Ранфьорд в Селфорсе.
Площадь бассейна реки 3790 км². До постройки электростанций Reinforsen (1925) and Langvatnet (1964) площадь бассейна составляла 3843 км².
Ранэльва является популярным местом рыбной ловли. В ней водится большое количество лосося и форели. один из самых длинных тоннелей для лосося в Норвегии (длиной 385 м) расположен на водопаде Рейнфорсен норв. Reinforsen), тоннель был построен в 1956 году.
Воды реки Ранэльва были очищены с применением ротенона в 1996, 2004 и 2005 годах для устранения рыбного паразита Gyrodactylus salaris, впервые зарегистрированного в реке в 1975 году.